# Ahmadil al-Kurdi
Ahmadil ibn Ibrahim ibn Wahsudan al-Rawwadi al-Kurdi († 1114/15 in Bagdad) war ein kurdischstämmiger Fürst von Maragha als Vasall der Seldschuken. Er war ein Angehöriger der Rawadiden-Dynastie.
Ahmadil nahm im Jahr 1111 als Befehlshaber eines eigenen Truppenaufgebots am Feldzug (ǧihād) des Heerführers Maudud gegen die Kreuzritter teil. Dabei nahm er im Juli jenes Jahres die Belagerung der Burg Turbessel (arab. Tell Baschir; heute Tilbeşar) auf. Allerdings schloss er mit deren Besitzer, „Gozelin den Franken“, nach Zahlung eines Bestechungsgeldes einen Friedensvertrag ab und hob die Belagerung auf, was zum Scheitern des Feldzugs beitrug.
Im Jahreszeitraum 1114/15 wurde Ahamdil in Bagdad von „Batiniden“ (Assassinen) ermordet, vermutlich im Auftrag des zu diesem Zeitpunkt dort anwesenden Herrschers von Damaskus, Tughtigin.
Die Herrschaft in Maragha übernahm danach Ahmadils ehemaliger Militärsklave (mamlūk) Aq Sunqur al-Ahmadili († 1133), der hier eine eigene Dynastie (Ahmadilis) begründete, die bis zur Eroberung durch die Mongolen im frühen 13. Jahrhundert bestand.